# Poll tax (Estados Unidos)

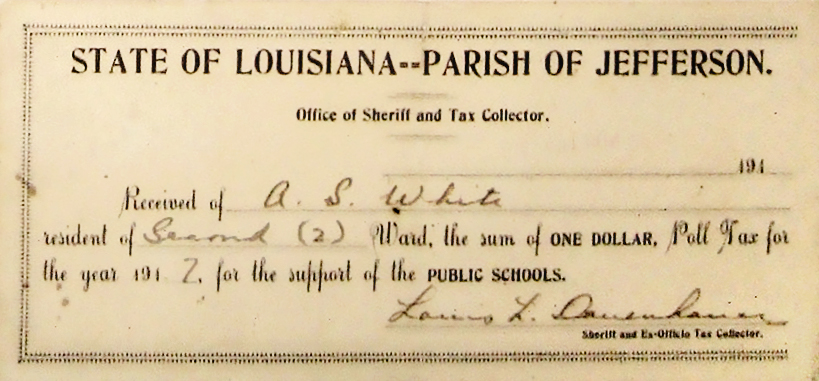
Recibo de pagamento de um poll tax na Paróquia de Jefferson, Louisiana, 1917 (equivalente a 21 dólares em 2021)

História do poll tax como condicionante para votar

Um poll tax é um imposto de uma soma fixa sobre cada indivíduo responsável (normalmente todos os adultos), sem referência a renda ou recursos. Embora, no caso dos Estados Unidos, sejam frequentemente associados a estados dos antigos Estados Confederados da América, os poll taxes também estavam em vigor em alguns estados do norte e oeste, incluindo Califórnia, Connecticut, Maine, Massachusetts, Minnesota, New Hampshire, Ohio, Pensilvânia, Vermont e Wisconsin. Os poll taxes foram uma importante fonte de financiamento para os governo entre as colônias que formaram os Estados Unidos. Eles representavam de um terço a metade da receita tributária do Massachusetts colonial. Vários privilégios de cidadania, incluindo o recenseamento eleitoral ou emissão de cartas de condução e licenças de caça e pesca de residente, eram condicionados ao pagamento de poll taxes para incentivar a arrecadação dessas receitas fiscais. Os impostos sobre a propriedade assumiram uma parcela maior das receitas fiscais, pois os valores das terras aumentaram quando o aumento da população incentivou a colonização do oeste americano.
Alguns estados do oeste não encontraram necessidade de requisitos de poll tax; mas os impostos e os incentivos de pagamento permaneceram nos estados do leste, e alguns métodos para o registro de eleitores foram modificados após a Guerra Civil Americanas até a ratificação da Vigésima Quarta Emenda em 1964, que proibiu o pagamento de poll taxes ou qualquer outro tipo de imposto como condicionantes para o direito ao voto.